# Hidrostatični tlak
Hídrostátični tlák je tlak v mirujoči tekočini zaradi njene lastne teže. V nestisljivih kapljevinah narašča tlak p premo sorazmerno z globino h:
{\displaystyle p=p_{0}+\rho gh\!\,.}
Pri tem je {\displaystyle p_{0}} zračni tlak, ρ gostota kapljevine, g pa težni pospešek. Izraz za hidrostatični tlak je ponekod znan kot Pascalov zakon.

## Uporaba
- Ker se lahko vodo v približku obravnava kot nestisljivo tekočino, gornji izraz razmeroma dobro opisuje naraščanje tlaka z vodno globino, in jo uporabljajo potapljači.
- Zraka, po drugi strani, ni moč obravnavati kot nestisljivo tekočino. Eksponentno pojemanje tlaka z višino v izotermni atmosferi opisuje barometrska enačba.
- Navidez protislovno dejstvo, da je hidrostatični tlak odvisen le od višine stolpca kapljevine, ne pa od oblike posode, je znano kot hidrostatični paradoks.